# 有節歌曲形式
有節歌曲形式（ゆうせつかきょくけいしき、英: strophic form、独: Strophenform）とは、歌曲に多く用いられる楽曲の形式である。歌詞が進むごとに異なる旋律を付けるのでなく、ひとつの旋律を何度も繰り返すように曲が付けられているものを言う。繰り返しの1回を節と呼ぶが、普通そのそれぞれを1番、2番、3番と数えることが行われる。節は、二部形式や三部形式で書かれることが多い。有節形式に基づきながら部分的な変化が加わるものもあり、変形有節形式（変化有節形式、変奏有節形式）と呼ばれる。
対語は通作歌曲形式である。

## 有節歌曲形式の楽曲の例
- シューベルト：『野ばら』
- シューベルト：『美しき水車小屋の娘』から「さすらい」
- 浜辺の歌
- 早春賦
- 滝廉太郎：『荒城の月』

他多数